# Российская (станция метро, Самара)
«Российская» — 9-я станция Самарского метрополитена. Расположена на 1-й линии между станциями «Московская» и «Алабинская». 25 мая 2023 года с неё снят статус объекта гражданской обороны.

## История

### Строительство
Строительство перегона между «Российской» и «Алабинской» было начато в сентябре 1980 года, однако тоннели были построены и законсервированы — строительство линии метрополитена продолжили с противоположного направления, со станции «Кировская».
Строительство «Российской» было начато в 1992 году. Несколько раз пуск станции откладывался из-за недостаточного финансирования строительства.

### Пуск
Станция была запущена в тестовую эксплуатацию 26 ноября 2007 года в составе третьего пускового участка Самарского метрополитена «Московская» — «Российская». Открыта для пассажиров в 13:30 26 декабря 2007 года.

## Вестибюли и пересадки
Станция имеет один выход с двумя павильонами на поверхности, один из которых располагается на пересечении Автобусного проезда и улицы Луначарского, а второй — ближе к углу завода авиационных подшипников «ЕПК Самара» (ранее — ООО «Завод Авиационных подшипников»). Кассы станции располагаются в подземном переходе и отделены от зала с турникетами стеклянными дверьми.

## Техническая характеристика
Станция выполнена по спецпроекту, с двумя боковыми платформами, единственная станция такого типа в Самарском метрополитене.

## Название
У станции отсутствует какая-либо топонимическая связь её названия с какой-либо местностью или географическим объектом. По версии проекта metrowalks, оно присвоено из соображений отсутствия таких названий в остальных метрополитенах России.

## Расположенные у метро объекты
- Музейно-выставочный комплекс «Самара Космическая»
- Ракета-носитель «Союз»
- Парк науки и культуры «Союз»
- Филиал Третьяковской Галереи
- Экспо-Волга

## Привязка общественного транспорта

### Автобус
| №  | Пересадки              | Конечный пункт 1 | Конечный пункт 2       |
| -- | ---------------------- | ---------------- | ---------------------- |
| 2  | Алабинская Гагаринская | Улица Высоцкого  | А/С «АВРОРА»           |
| 11 | Алабинская             | Губернский рынок | Октябрьская набережная |
| 23 | Алабинская             | Микрорайон 15А   | Улица Высоцкого        |
| 42 | Алабинская             | Улица Высоцкого  | 9-й микрорайон         |
| 47 | Алабинская Кировская   | Хлебная площадь  | Кировский рынок        |
| 50 | Алабинская             | Улица Спортивная | пос. Красная Глинка    |

### Трамвай
| №   | Пересадки         | Конечный пункт 1      | Конечный пункт 2         |
| --- | ----------------- | --------------------- | ------------------------ |
| 4   | Алабинская Победа | Постников овраг       | кольцевой                |
| 5   | Алабинская        | Хлебная площадь       | Барбошина поляна         |
| 18  | Алабинская        | Постников овраг       | А/С «АВРОРА»             |
| 20  | Алабинская        | Улица Чапаевская      | Северное трамвайное депо |
| 20к | Алабинская        | Улица Красноармейская | Северное трамвайное депо |
| 22  | Алабинская        | Улица Красноармейская | 15-й микрорайон          |
| 23  | Алабинская Победа | Постников овраг       | кольцевой                |

### Троллейбус
| №  | Пересадки  | Конечный пункт 1 | Конечный пункт 2   |
| -- | ---------- | ---------------- | ------------------ |
| 19 | Московская | Барбошина поляна | Улица Ново-Садовая |

- Маршрутное такси:
  - № 217 «Ул. Транзитная — Дом молодёжи»
  - № 247 «Причал № 6 — Завод „Экран“»
  - № 261 «Причал № 6 — АТП ЗАО „Агро-Авто“»
  - № 297 «Причал № 6 — АТП ЗАО „Агро-Авто“»

## Архитектура и оформление
Светло-серый мрамор покрывает стены станции, обрамление которых выполнено из красного гранита. На стенах размещены арки, в которых сначала планировалось размещение стеклянных витражей, затем более прочного и дешёвого алюкобонда, а в итоге на сегодняшний день арки оставлены пустыми.

## Путевое развитие
Перед станцией расположена камера съездов (пошерстный съезд), который начал использоваться с 23 декабря 2007 года. Он позволил запустить поезда на участке «Гагаринская» — «Московская» в нормальном режиме и сократить выход на правую сторону. Однако в ночное время на правой стороне отстаиваются поезда. Если зайти во время открытия станции, то можно пройти на правую сторону и сесть на поезд, который едет в сторону Юнгородка.

## Схема станции
| платформа |                               |
| 1 путь    | ← «Алабинская» «Московская» → |
| 2 путь    | → посадки нет                 |
| платформа |                               |

## Фотографии
- Платформа станции
- Информационный указатель
- Название станции и маршрутный указатель
- Турникеты на станции
- Турникеты с жёлтыми считывателями
- Вид на подуличный переход
- Вход на станцию
- Спуск на станцию